# Nicholas Hoult
Nicholas Caradoc Hoult (ur. 7 grudnia 1989 w Wokingham) – brytyjski aktor.
W 2010 był nominowany do nagrody BAFTA dla wschodzącej gwiazdy.

## Życiorys

### Wczesne lata
Urodził się w Wokingham w hrabstwie Berkshire jako trzecie z czworga dzieci Glenis (z domu Brown), nauczycielki gry na fortepianie, i Rogera Houlta, pilota linii lotniczych. Jego cioteczną babcią ze strony ojca była Anna Neagle, aktorka teatralna i filmowa występująca w latach 30. i 40. XX wieku. Ma starszego brata Jamesa (ur. 1977) oraz dwie siostry – Rosannę (ur. 1984) i Clarisę (ur. 1992). W dzieciństwie grał na puzonie i śpiewał w chórze. Kształcił się w The Coombes Infant and Nursery School, a następnie w Arborfield Church of England Junior School. Trenował balet z siostrami i brał udział w przedstawieniach – Jezioro łabędzie i Dziadek do orzechów z Angielskim Baletem Narodowym. W 2002 w wieku 12 lat uczęszczał do szkoły aktorskiej w Sylvia Young Theatre School w Marble Arch. Uczęszczał do Farnborough Sixth Form College. W wieku 14 lat podjął naukę w szkole średniej Kościoła anglikańskiego, Ranelagh School w Bracknell.

### Kariera
Jako sześciolatek zagrał postać Bobby’ego w komediodramacie Intimate Relations (1996) u boku Julie Walters i Ruperta Gravesa. Następnie pojawiał się w programach telewizyjnych, w tym Na sygnale, Szpital Holby City i Budząc zmarłych. Jego przełomową rolą była postać Marcusa w komediodramacie Był sobie chłopiec (2002) z Hugh Grantem i Toni Collette. Pierwszy raz w hollywoodzkiej produkcji wystąpił w 2005 w filmie Prognoza na życie. W 2014 wystąpił w reklamie Jaguara jako czarny charakter z Benem Kingsleyem, Tomem Hiddlestonem i Markiem Strongiem. Za kreację cara Piotra III w serialu Hulu Wielka (The Great, 2020) był dwukrotnie nominowany do Złotego Globu dla najlepszego aktora w serialu komediowym i Nagrody Satelity dla najlepszego aktora w serialu telewizyjnym.
Był na okładkach magazynów takich jak „Attitude” (w marcu 2007), „Out” (w listopadzie 2009), „Black Book” (w czerwcu 2011), „VMan” (w marcu 2014), „Esquire” (w listopadzie 2018), „GQ” (w kwietniu 2019) i „Elle” (w maju 2019).

## Filmografia

### Filmy
- 1996: Intimate Relations jako Bobby
- 1997: Mr. White Goes to Westminster jako John
- 1999: The Fallen Curtain jako Barry
- 2002: Był sobie chłopiec (About a Boy) jako Marcus
- 2005: Prognoza na życie (The Weather Man) jako Mike
- 2005: Burzliwy czas (Wah-Wah) jako Ralph Compton
- 2006: Kidulthood jako Blake
- 2007: Z górki (Coming Down the Mountain) jako David Philips
- 2009: Samotny mężczyzna (A Single Man) jako Kenny
- 2010: Flower of the Fence jako młody Herman
- 2010: Starcie tytanów (Clash of the Titans) jako Euzebiusz
- 2011: Rule Number Three jako Matt
- 2011: X-Men: Pierwsza klasa (X-Men: First Class) jako Beast
- 2013: Jack pogromca olbrzymów (Jack the Giant Slayer) jako Jack
- 2013: Wiecznie żywy (Warm Bodies) jako zombie R
- 2014: X-Men: Przeszłość, która nadejdzie (X-Men: Days of Future Past) jako Hank McCoy
- 2014: Ostatnie pokolenie (Young Ones) jako Flem Lever
- 2015: Wykończyć przyjaciół (Kill Your Friends) jako Stelfox
- 2015: Przebudzeni (Equals) jako Silas
- 2015: Mroczny zakątek (Dark Places) jako Lyle Wirth
- 2015: Mad Max: Na drodze gniewu (Mad Max: Fury Road) jako Nux
- 2016: X-Men: Apocalypse jako Hank McCoy
- 2016: Zderzenie (Collide) jako Casey Stein
- 2017: Nowość (Newness) jako Martin
- 2017: Wojna o prąd (The Current War) jako Nikola Tesla
- 2017: Zbuntowany w zbożu (Rebel in the Rye) jako J.D. Salinger
- 2017: Sand Castle jako Szeregowy Matt Ocre
- 2018: Deadpool 2 jako Bestia
- 2018: Faworyta (The Favourite) jako Robert Harley
- 2019: Prawdziwa historia gangu Kelly’ego (True History of the Kelly Gang) jako Posterunkowy Fitzpatrick
- 2019: Tolkien jako J.R.R. Tolkien
- 2019: X-Men: Mroczna Phoenix (Dark Phoenix) jako Bestia
- 2020: Bankier (The Banker) jako Matt Steiner
- 2021: Ci, którzy życzą mi śmierci (Those Who Wish Me Dead) jako Patrick Blackwell
- 2022: Menu (The Menu) jako Tyler
- 2023: Renfield jako Renfield
- 2024: Garfield (The Garfield Movie) jako Jon Arbuckle
- 2024: Juror No. 2 jako Justin Kemp
- 2024: Nosferatu jako Thomas Hutter
- 2025: Superman jako Lex Luthor

### Seriale TV
- 1996: Na sygnale (Casualty) jako Craig Morrissey
- 1999: Szpital Holby City (Holby City) jako Oscar Banks
- 2000: Budząc zmarłych (Waking the Dead) jako Max Bryson
- 2000: Lekarze (Doctors) jako Conor Finch
- 2001: Murder in Mind jako Andrew Wilsher
- 2003: Star jako Bradley Fisher
- 2003-2004: Inspektor Eddie (Keen Eddie) jako Edward Mills
- 2007-2008: Kumple (Skins) jako Tony Stonem
- 2018: Watership Down jako Fiver
- 2020: Crossing Swords jako Patrick
- 2020: Wielka (The Great) jako car Piotr